# Crambe
Crambe là chi thực vật có hoa trong họ Cải.